# Toumodi (departement)
Toumodi är ett departement i Elfenbenskusten. Det ligger i regionen Bélier, i den centrala delen av landet, 50 km sydost om huvudstaden Yamoussoukro.